# Північна розмежувальна лінія (фільм)
Північна розмежувальна лінія (кор. 연평해전) — південнокорейський військовий фільм 2015 року, режисера Кім Хак Суна. Фільм заснований на реальних подіях, що сталися у червні 2002 року поблизу Йонпхьондо коли північнокорейські військові кораблі перетнули морський кордон та обстріляли катери берегової охорони Республіки Корея.
При бюджеті 6 млн $, фільм зібрав у прокаті понад 38 млн $, та став найкасовішим фільмом Південної Кореї 2015 року.

## Сюжет
Червень 2002 року. В Південній Кореї проходить чемпіонат світу з футболу за матчами якого спостерігає практично вся країна, не винятком стають і моряки що охороняють морський кордон у Жовтому морі. Але ситуація на кордоні напружена, розвідка Південної Кореї доповідає що армія КНДР готує масштабну провокацію на морі. Розуміючи всю небезпеку становища, військове командування все ж змушене дотримуватись Політики сонячного світла по відношенню до КНДР, і суворо забороняє своїм військовим в будь-якому випадку першими відкривати вогонь. Одного дня південнокорейський катер берегової охорони перехоплює кілька рибальських лодок КНДР що перетнули кордон. Військовим здається це не випадковістю, але рибаки стверджують що просто загубились під час негоди. Щоб не провокувати північ, керівництво наказує відпустити рибалок.
Минає кілька днів. Військовий катер PKM 357 здійснючи патрулювання вздовж Північної розмежувальної лінії помічає військовий корабель КНДР який на повному ходу наближається до кордону. У бінокль капітан катера бачить що команду корабля становлять ті самі рибалки яких вони затримали напередодні. Виявляється що вони приплили на південь щоб дізнатись більше про озброєння катерів півдня. Наблизившись до катеру півдня на мінімальну відстань, комуністи відкривають вогонь зі всіх орудій. Так починається запеклий бій між катером берегової охорони Респібліки Корея та кораблем КНДР.

## Акторський склад

### Головні ролі
- Кім Му Йоль[en] — у ролі лейтенант-командера Юн Йон Ха[6].
- Чін Гу — у ролі сержанта Хан Сан Гука[7]. Кермовий військового катера.
- Лі Хьон У[en] — у ролі капрала Пак Дон Хьока[7] Військовий медик.

### Другорядні ролі
- Лі Ван[en] — у ролі лейтенанта Лі Хї Вана.
- Квон Хва Ун[en] — у ролі Кім Син Хьона.
- Кім Чі Хун — у ролі головного корабельного старшини Чо Чхон Хьона.
- Чан Чун Хак — у ролі Хван До Хьона.
- Чу Хї Чон — у ролі Со Ху Вона.
- Кім Ха Кьон — у ролі боцмана.

### Камео
- Лі Чхон А[en] — у ролі капітана Чхве Юн Чон.
- Сон Че Хо[en] — у ролі Юн Ду Хо.
- Сону Че Док[en] — у ролі молодого Юн Ду Хо.
- Кім Хї Чон[en] — у ролі метері Пак Дон Хьока.
- Чхве Чон Хван[en] — у ролі північнокорейського офіцера.

## Нагороди
| Рік  | Нагорода                                    | Категорія                     | Отримувач | Результат | Прим. |
| ---- | ------------------------------------------- | ----------------------------- | --------- | --------- | ----- |
| 2015 | 30-та Премія Korea Best Dresser Swan        | Висхідна зірка                | Лі Хьон У | Перемога  | [ 8 ] |
| 2016 | 49-й Х'юстонський міжнародний кінофестиваль | Найкращий актор другого плану | Лі Хьон У | Перемога  | [ 9 ] |